# 8015 Marksimons
8015 Marksimons eller 1990 QT2 är en asteroid i huvudbältet som upptäcktes den 24 augusti 1990 av den amerikanske astronomen Henry E. Holt vid Palomarobservatoriet. Den är uppkallad efter den amerikanske geofysikern Mark Simons.
Asteroiden har en diameter på ungefär 3 kilometer.